# Onokiwci (przystanek kolejowy)
Onokiwci (ukr. Оноківці, węg. Felsődomonya) – przystanek kolejowy w miejscowości Onokiwci, w rejonie użhorodzkim, w obwodzie zakarpackim, na Ukrainie. Położony jest na linii Sambor – Czop.

## Historia
Przystanek powstał, gdy tereny te należały do Austro-Węgier i początkowo nazywał się Felsődomonya.